# Tyrone Lee
Tyrone Lee (* 21. Juli 1987 in Ohio) ist ein US-amerikanischer Musicaldarsteller, Pop- und R&B-Sänger. Tyrone Lee begann seine Karriere 2009 als Musicaldarsteller im Lyric Theatre im Londoner West End in dem Stück Thriller – Live. Er bekleidete dort eine Hauptrolle als Sänger. Das Musical wurde in 14 Ländern weltweit aufgeführt. Im Jahr 2013 brachte er sein Soloalbum Invitation heraus, das auf dem britischen Musiklabel Expansion Records veröffentlicht wurde.

## Diskografie
Alben
- 2013: Invitation (Expansion Records)